# ASCI Blue Pacific
ASCI Blue Pacific è un supercomputer installato presso il Lawrence Livermore National Laboratory  (LLNL) a Livermore (California) nel 1998 ed è stato sviluppato da IBM e dall'LLNL stesso ed è diventato pienamente operativo nel maggio 1999.

## Programma "Accelerated Strategic Computing Initiative"
Il sistema appartiene alla seconda fase del Accelerated Strategic Computing Initiative (ASCI) avviato dal dipartimento per l'energia statunitense (DoE) e dal National Nuclear Security Administration (NNSA) per costruire un simulatore in grado di rimpiazzare i test nucleari dopo la moratoria stabilita dal presidente degli Stati Uniti George H. W. Bush nel 1992 ed esteso da Bill Clinton da 1993.

## Caratteristiche tecniche
Il sistema è basato su server IBM RS/6000 SP in massively parallel processing, per un totale di 5856 processori PowerPC 604e che gli consentono di raggiungere una potenza elaborativa (teorica) di 3,9 TeraFLOPS.

## Esempio di problema fisico simulato da Blue Pacific
Una delle tante simulazione che ha visto impegnato Blue Pacific agli inizi della sua "carriera" riguardava il moto dei fluidi. Il sistema ha calcolato come due fluidi adiacenti si mescolerebbero qualora uno dei due venisse colpito da un'onda d'urto in movimento a mach 3. Due terzi dei 5856 processori hanno lavorato al problema effettuando 308 milioni di miliardi di calcoli in 173 ore; il risultato è stata una serie di 27000 immagini tridimensionali, che hanno occupato 3,76 terabyte di spazio su disco.
Per confronto, un normale PC dell'epoca (basato su Pentium III a 600 MHz con 128 MB di RAM e circa 13 GB di hard disk) avrebbe impiegato oltre 16 anni per completare la simulazione, sempre che fosse stato possibile sfruttare la potenza massima di 600 megaflops teorici. Per lo spazio di archiviazione sarebbe stato necessario aggiungere un nuovo disco ogni 20 giorni.

## Il successore
Nel 2001 sempre presso l'LLNL è stato installato un nuovo supercomputer appartenente alla famiglia ASCI, chiamato ASCI White. Non si tratta di un vero e proprio successore in quanto Blue Pacific continua tuttora a venir utilizzato, ma ASCI White appartiene alla generazione successiva dell'iniziativa ASCI, in virtù della propria maggiore potenza elaborativa.